# 구와야마 사다하루 (센고쿠 시대)
구와야마 사다하루(일본어: 桑山貞晴, 1560년 ~ 1632년 8월 22일)는 센고쿠 시대부터 에도 시대 전기까지의 무장, 다인이다. 다나가와 번주 구와야마 시게하루의 삼남이다. 동명의 조카 사다하루는 형 모토하루의 차남이다.